# NGC 7720-2
NGC 7720-2 (другие обозначения — PGC 71985, UGC 12716, MCG 4-55-36, ZWG 476.91, 3C 465) — галактика в созвездии Пегас.
Этот объект не входит в число перечисленных в оригинальной редакции «Нового общего каталога» и был добавлен позднее.